# كيلي تانغ
كيلي تانغ (بالإنجليزية: Kelly Tang)‏ هو ملحن سنغافوري، ولد في 1961 في سنغافورة.

## وصلات خارجية
- كيلي تانغ على موقع IMDb (الإنجليزية)